# Castanopsis tranninhensis
Castanopsis tranninhensis är en bokväxtart som beskrevs av Paul Robert Hickel och Aimée Antoinette Camus. Castanopsis tranninhensis ingår i släktet Castanopsis och familjen bokväxter.
Artens utbredningsområde är Laos. Inga underarter finns listade.